# 浴火赤子情
是一部1991年美國劇情驚悚片，由朗·霍华德執導，葛雷格·維登編劇，其主演包括寇特·羅素、威廉·鮑德溫、史考特·葛倫、珍妮佛·傑森·李、瑞貝卡·德·莫妮、唐納·蘇德蘭及勞勃·狄尼洛。該片於1991年5月24日在美國上映。
《浴火赤子情》在美國國內獲得了7790萬美元，並在海外市場獲得了7450萬美元，總計1.52億美元；該片成為了當時票房最高的消防員題材電影，該紀錄直到被2007年電影《當我們「假」在一起》打破。《浴火赤子情》獲得了普遍好評，並入圍了三項奧斯卡金像獎。

## 劇情
任職於芝加哥消防隊的史蒂芬與布萊恩是一對出身救火世家的兄弟，史蒂芬是全美最強悍的第17分隊隊長，布萊恩則是該分隊新進的菜鳥消防員。史蒂芬繼承父業投入救火工作，卻因為工作的危險性與不安定性，與妻子海倫的關係陷入困境。布萊恩因年幼時目睹父親丹尼斯在救火時被燒死，而對救火工作又愛又懼。然而在多次求職碰壁之後，布萊恩還是回頭從事救火工作。
史蒂芬與布萊恩兩兄弟在成為隊友後不久，便面臨此生最大的挑戰。多起縱火案在芝加哥接二連三的發生，造成芝加哥居民人心惶惶，資深火場調查員唐納奉命展開調查，並找來布萊恩從旁協助，務求將這名對市區造成威脅的連環縱火犯逮捕歸案。至於史蒂芬則繼續帶領隊員們站在第一線，深入火場奮勇與大火搏鬥。然而經過抽絲剝繭，唐納等人發現這一連串縱火案的背後竟隱藏一個驚人的內幕……

## 演員
- 寇特·羅素 飾 史蒂芬·麥卡弗瑞／丹尼斯·麥卡弗瑞
- 威廉·鮑德溫 飾 布萊恩·麥卡弗瑞
- 勞勃·狄尼洛 飾 唐納·林格爾
- 唐納·蘇德蘭 飾 羅納德·巴特爾
- 史考特·葛倫 飾 約翰·艾德考克
- 珍妮佛·傑森·李 飾 珍妮佛·瓦特庫斯
- 瑞貝卡·德·莫妮 飾 海倫·麥卡弗瑞

## 外部連結
- 互联网电影数据库（IMDb）上《浴火赤子情》的资料（英文）
- TCM电影资料库上《浴火赤子情》的资料（英文）
- Box Office Mojo上《浴火赤子情》的資料（英文）
- 爛番茄上《浴火赤子情》的資料（英文）